# رينيه بروك
رينيه بروك هي كاتِبة وشاعرة بلجيكية، ولدت في 13 سبتمبر 1912، وتوفيت في 12 مارس 1980 في Tilff ‏ في بلجيكا بسبب نوبة قلبية.